# 심은정 (배드민턴 선수)
심은정(沈恩婷, 1971년 6월 8일~)은 대한민국의 배드민턴 선수이다. 1992년 하계 올림픽 여자 복식 부문에서 길영아와 함께 동메달을 획득하여 최초의 올림픽 여자 복식 동메달리스트가 되었다.

## 개인사
아들인 김대한은 야구 선수로 활동하고 있다.